# نابودگر ۳: خیزش ماشین‌ها (بازی ویدئویی)
نابودگر ۳: خیزش ماشین‌ها (انگلیسی: Terminator 3: Rise of the Machines) یک بازی ویدئویی در سبک تیراندازی اول شخص است که توسط آتاری و در سال ۲۰۰۳ و در پلت‌فرم‌های گیم بوی ادوانس، ایکس‌باکس، و پلی‌استیشن ۲ منتشر شده‌است.